# Deltoidni heksekontaeder
| Deltoidni heksekontaeder               | Deltoidni heksekontaeder                |
| -------------------------------------- | --------------------------------------- |
|                                        |                                         |
| Vrsta                                  | Catalanovo telo                         |
| Coxeter-Dinkinov diagram               |                                         |
| Vrsta stranskih ploskev                | deltoidi                                |
| Stranske ploskve                       | 60                                      |
| Robovi                                 | 120                                     |
| Oglišča                                | 62= 12+20+30                            |
| Konfiguracija stranskih ploskev        | V3.4.5.4                                |
| Simetrijska grupa                      | Ih, H3, [5,3], *532                     |
| Vrtilna grupa                          | I, [5,3]+, 532                          |
| Diedrski kot                           | 154º7′17″                               |
| Lastnosti                              | konveksen, tranzitivne stranske ploskve |
| rombiikozidodekaeder (dualni polieder) | mreža telesa                            |

Deltoidni heksekontaeder (tudi trapezoidni heksekontaeder ali strombski heksekontaeder ali tetragonalni heksakontaeder) je Catalanovo telo, ki izgleda kot malo napihnjen dodekaeder ali ikozaeder.

## Sorodni poliedri in tlakovanja
| Simetrija         | Sferna         | Sferna        | Sferna        | Sferna        | Ravninska      | Hiperbolična... | Hiperbolična... | Hiperbolična... |
| Simetrija         | *232 [2,3] D3h | *332 [3,3] Td | *432 [4,3] Oh | *532 [5,3] Ih | *632 [6,3] P6m | *732 [7,3]      | *832 [8,3]...   | *∞32 [∞,3]      |
| Red simetrije     | 12             | 24            | 48            | 120           | ∞              | ∞               | ∞               | ∞               |
| ----------------- | -------------- | ------------- | ------------- | ------------- | -------------- | --------------- | --------------- | --------------- |
| Razširjena oblika | 3.4.2.4        | 3.4.3.4       | 3.4.4.4       | 3.4.5.4       | 3.4.6.4        | 3.4.7.4         | 3.4.8.4         | 3.4.∞.4         |
| Coxeter Schläfli  | t0,2{2,3}      | t0,2{3,3}     | t0,2{4,3}     | t0,2{5,3}     | t0,2{6,3}      | t0,2{7,3}       | t0,2{8,3}       | t0,2{∞,3}       |
| Deltoidna oblika  | V3.4.2.4       | V3.4.3.4      | V3.4.4.4      | V3.4.5.4      | V3.4.6.4       | V3.4.7.4        |                 |                 |
| Coxeter           |                |               |               |               |                |                 |                 |                 |